# Thomas Ebert
Thomas Ebert (født 23. juli 1973 i Roskilde) er en dansk tidligere roer, der særligt var kendt som medlem af "Guldfireren" og dermed vinder af flere VM- og OL-medaljer.

## Rokarriere
Ebert gjorde sig første gang bemærket på den internationale roscene, da han i 1990 var med til at vinde sølv ved junior-VM i firer uden styrmand. To år senere vandt han sølv i letvægtsfireren ved U/23-VM, og de to følgende år guld ved tilsvarende stævner. Hans første store resultat som senior kom i 1995, hvor han sammen med Bo Brask Helleberg blev verdensmester i letvægtstoeren, en bedrift de gentog året efter.
I 1997 kom han med i "guldfireren", der året forinden havde vundet sin første OL-guldmedalje. Han erstattede her Niels Laulund, og han var dermed med til at vinde VM-guld tre tre år i træk (1997-1999).
Ved OL 2000 i Sydney var danskerne dermed store favoritter. Besætningen bestod af Eskild Ebbesen, Victor Feddersen og Søren Madsen foruden Ebert (kun Madsen var ny i forhold til de tre foregående verdensmesterskaber). Imidlertid blev danskerne sidst i sit indledende heat, men vandt derpå sikkert opsamlingsheatet. I semifinalen gik det bedre, og det blev til en andenplads efter Italien, som havde vundet i danskernes indledende heat. I finalen var Frankrig hurtigst og sejrede foran Australien, mens Danmark omsider besejrede Italien og sikrede sig bronze.
Året efter blev det til dansk VM-sølv, og i 2002 var Ebert og resten af danskerne tilbage på VM-tronen, nu med Thor Kristensen, Stephan Mølvig og Ebbesen i båden. Denne besætning vandt også VM året efter, og ved OL 2004 i Athen var de favoritter til at tilbageerobre guldet  med samme besætning. I indledende heat satte de ny olympisk rekord (som Australien dog forbedrede i det følgende heat), og i semifinalen vandt de sikkert. I finalen lagde danskerne sig i spidsen fra starten, og der blev de og sejrede med over et sekund ned til Australien på andenpladsen, mens Italien fik bronze.
I 2005 tog Ebert en pause fra letvægtsfireren og vendte tilbage til letvægtstoeren og makkerskabet med Bo Brask Helleberg. Det resulterede i VM-guld i denne disciplin, men derpå holdt han to års pause fra roningen. I slutningen af 2007 vendte lysten dog tilbage, og Ebert kom igen med i fireren, hvor Eskild Ebbesen fortsat var med.
Ved OL 2008 i Beijing kom firerens besætning til at bestå af Morten Jørgensen, Mads Kruse-Andersen, Ebbesen og Ebert. Danskerne vandt deres indledende heat i ny olympisk rekordtid og derpå deres semifinale. I finalen førte de hele vejen, og mens den canadiske båd fulgte godt med i første halvdel, hentede polakkerne dem og sikrede sig sølv mere end halvanden sekund efter danskerne, og Canada fik bronze. Det blev Eberts sidste elitestævne.
Igennem sin karriere opnåede Ebert i alt 25 danmarksmesterskaber, primært i letvægtstoeren, hvor han vandt 14.
Han blev indstillet til rosportens største internationale pris, Thomas Keller-medaljen, i 2016 (som Eskild Ebbesen havde fået i 2013), men fik den ikke.
Som medlem af guldfireren vandt han to gange titlen som Årets Sportsnavn i Danmark, i henholdsvis 1998 og 2004.

## Senere karriere
Ebert er uddannet som skibsingeniør og har arbejdet i dette fag sideløbende med en stor del af rokarrieren.
Han er efter at have indstillet sin aktive karriere også gået ind i roningen på et organisatorisk plan, og i 2016 blev han valgt ind i hovedbestyrelsen i Dansk Forening for Rosport. I 2022 blev han udpeget til medlem af kommissionen hos World Rowing for udstyr, teknologi og sikkerhed.